# Xaniona suzukii
Xaniona suzukii är en insektsart som först beskrevs av Teiso Esaki och Ito 1954.  Xaniona suzukii ingår i släktet Xaniona och familjen dvärgstritar. Inga underarter finns listade i Catalogue of Life.